# Prix Élysée de la photographie
Le prix Élysée de la photographie est une récompense attribuée chaque année à un photographe de presse, récompensant la meilleure photo faite de la présidence de la République française. Il est décerné lors d'une cérémonie au palais de l'Élysée, en présence du président de la République.

## Historique
Créé en 1996 par le service photo de l'Élysée sous la présidence de Jacques Chirac, et organisé par l'Agence France Presse, il a d'abord été appelé prix Georges Bendrihem, du nom d'un photographe de l'AFP tué accidentellement en 1995 lors d'un déplacement officiel en Tunisie.
Depuis sa création en 1996, il d’abord été décerné à Paris puis à Rome en 2004, à Berlin en 2005 et à Madrid en 2006.
Le prix, suspendu sous la présidence de Nicolas Sarkozy, a été recréé sous la présidence de François Hollande par le chef du service photo de l'Élysée Stéphane Ruet, ancien photographe de presse et conseiller en communication.

## Critères de participation
Pour participer au prix Élysée de la photographie, il faut être photographe, indépendant ou d'agence, et être accrédité auprès du service de presse de la présidence de la République.
Chaque photographe invité à participer peut soumettre deux images de son choix selon le thème imparti, prises entre les dates fixées par le règlement du prix. En 2016, le thème était « Le président de la République du 1er février 2015 au 31 janvier 2016 ».

## Membres du jury
Le jury est composé de personnalités de l’univers du photojournalisme, directeurs photo de quotidiens, de magazines et d'agences, et présidé entre autres par Karl Lagerfeld (2007), Cyril Drouet, responsable photo du Figaro Magazine (2008).
Le jury, présidé par Pierre Lescure depuis 2013, est composé de personnalités politiques, médiatiques et culturelles. Au fil des années, il a compté Pierre Ménès, Isabelle Giordano, Agnès b., Jacques Toubon, ou Tina Kieffer.
En 2016, le jury, présidé par Pierre Lescure, était composé de Roselyne Bachelot, Philippe Heraclès, Patrick Pelloux, Christophe Barbier, Alain Genestar et David Kessler.

## Lauréats
Liste non exhaustive

### Prix «Georges Bendrihem»
- 1996 : Pascal Le Segretain (Getty Images)[5]
- 1997 : Gabriel Bouys (AFP)[6].
- 1998 : Michel Viala (La Dépêche du Midi)[7]
- 1999 : Thomas Coex (AFP)[8].
- 2000 : Thierry Dudoit (Libération)[1]

### Prix européen de la photo politique «Georges Bendrihem»
. 1999  : Mustapha Benahmed dis Mousse (MAXPPP)
- 2006 : Tim Sloan (AFP)[9].
- 2007 : Olivier Laban-Mattéi[3].
- 2008 : Eric Feferberg (AFP)[2].

### Prix Élysée de la photographie
- 2014 : Michel Euler (Associated-Press)[10]
- 2015 : Yoan Valat (EPA)[11] . Un prix spécial du jury a été attribué à Julien de Rosa sa photo des chefs d'État et de gouvernement passant passant devant un panneau Je suis Charlie lors de la marche républicaine du 11 janvier[11] .
- 2016 : Thomas Obrador (Ze Place To See) et Philippe Wojazer (Reuters), ex-aequo[12],[13]